# Nova Lituania
Pour plus de détails, voir Fiche technique et Distribution.
Nova Lituania est un film lituanien écrit et réalisé par Karolis Kaupinis et sorti en 2019.
Le film dramatique en noir et blanc traite de la paranoïa d'entre deux-guerres, de nationalisme et des crises identitaires des nations occupées par l'ex-URSS.
Le film est sélectionné pour 93e cérémonie des Oscars dans la catégorie du meilleur long métrage international.

## Synopsis
Pendant l'entre-deux-guerres, Feliksas Gruodis, un professeur de géographie lituanien interprété par Aleksas Kazanavicius, tente de convaincre le gouvernement d'établir un État auxiliaire de secours à l'étranger, afin de survivre à une violente défaite militaire à venir et à un possible effondrement du pays. L'idée ne rencontre alors que des moqueries et des oppositions. Pourtant, le soutien secret d'un vieux premier ministre désenchanté, interprété par Vaidotas Martinaitis, redonne espoir à Feliksas. A l'aube d'un conflit international, les deux hommes débattent : qui faut-il sauver ? Les autres ou eux-mêmes ?

## Fiche technique
- Titre international : Nova Lituania
- Titre original : Nova Lituania
- Réalisation : Karolis Kaupinis
- Scénario : Karolis Kaupinis
- Photographie : Simonas Glinskis
- Casting : Paulius Stankevicius
- Montage : Silvija Vilkaite
- Costumes : Monika Vebraite
- Décors : Audrius Dumikas
- Sound : Julius Grigelionis
- Production : Marija Razgutė
  - Coproduction : Martynas Mickenas
- Sociétés de production : M-Films, Kino studija
- Société de distribution : Square Eyes
- Pays de production : Lituanie
- Langue originale : lituanien
- Format : noir et blanc
- Genre : drame
- Durée : 97 minutes
- Dates de sortie :
  - Pologne : première mondiale le 30 juin 2019 au Festival International du Film de Karlovy Vary
  - Lituanie : première nationale le 26 juin 2020

## Distribution
- Aleksas Kazanavicius : Feliksas Gruodis
- Vaidotas Martinaitis : Premier ministre Jonas Servus
- Valentinas Masalskis : Président Juozapas Palionis
- Rasa Samuolyte : Veronika Gruodis
- Roberta Sirgedaite : Julyte
- Egle Gabrenaite : Mère de Veronika, Kotryna
- Julius Zalakevicius : Général Svegzda
- Vidmantas Fijalkauskas : Doyen de la faculté
- Algirdas Dainavicius : Collègue de Feliksas
- Darius Meskauskas : Simonavicius, Chef de l'Agence de presse
- Paulius Pinigis : Lieutenant Cesnulevicius
- Kiril Glusajev : Ministre des Affaires étrangères
- Ridas Jasiulionis : Antanas
- Matas Dirgincius : Étudiant I
- Povilas Jatkevicius : Étudiant II
- Diana Aneviciute : Employée de la poste
- Indre Patkauskaite : Secrétaire Elena
- Valentinas Krulikovskis : Journaliste
- Laima Akstinaite : Secrétaire Ona
- Valdas Latonas : Premier ministre Kunigas
- Egle Mikulionyte : Femme de Servus
- Rusne Savickaite : Fille de Servus
- Kestutis Stasys Jakstas : Directeur de l'École militaire
- Mindaugas Bundza : Employé du gouvernement
- Mykolas Drunga : Employé (voix)

## Production
Nova Lituania est le premier long métrage de Karolis Kaupinis et la troisième collaboration avec la productrice Marija Razgutė (M-films) après les courts métrages The Noisemaker en 2013 et  Watchkeeping en 2017 ,.Le film s'inspire de la vie du théoricien politique lituanien de l'entre-deux-guerres, Kazys Pakštas, et de ses travaux sur la Dausuva, le plan théorique de créer une Lituanie alternative pour résister à un possible scénario d'invasion,. Il a longtemps été tourné en dérision dans la culture lituanienne. Un film lituaniens populaire de l'après-guerre, Adam Wants to be a Man (réalisé par Vytautas Zalakevicius, 1959/Adomas Nori Būti Žmogumi), le parodie comme un naufragé atypique d'un autre siècle.
Karolis Kaupinis s'est intéressé à Kazys Pakštas après avoir vu la pièce de théâtre moderne Madagascar de Marius Ivaškevičius retraçant la vie du théoricien. Il décide alors de traiter ce personnage historique lituanien de façon post-moderne, mélangeant éléments fictifs et faits historiques.

## Réception
Le film a été globalement très bien accueilli par la critique. Il recueille une note 3,4/5 étoiles sur le site Letterboxd sur la base de 1108 votes des internautes et 66% de critiques positives sur la base de 900 votes sur le site internet IMDB,.

## Distinctions

### Récompenses
- Festival international du film d'Athènes 2019 : Prix de la meilleure image (Simonas Glinskis)
- Prix de l'Association des Cinéastes de Lituanie 2020 : Prix de la meilleure photographie (Simonas Glinskis)
- Wiesbaden goEast 2020 : Prix du meilleur réalisateur (Karolis Kaupinis)
- Prix du cinéma lituanien 2020 : Prix Silver Crane du meilleur film de 2020, du meilleur réalisateur, de la meilleure actrice dans un second rôle, du meilleur acteur dans un second rôle, et de la meilleure direction artistique
- Prix nationaux de l'Académie du cinéma lituanien 2021 : Prix du meilleur scénario, de la meilleure cinématographie, de la meilleure conception de costumes, du meilleur acteur dans un second rôle de la meilleure actrice dans un second rôle, du meilleur film, des meilleurs décors, du meilleur réalisateur, et du meilleur maquillage et coiffure

### Nominations
- Festival international du film de Karlovy Vary 2019 : Sélection à la compétition internationale
- Festival international du film du Caire 2019 : Nomination au prix meilleur film
- Festival Black Movie de Genève 2020 : Nomination au prix du public
- 93e cérémonie des Oscars 2020 : Sélection  dans la catégorie du meilleur long métrage international[1]
- Festival international du film de Vilnius (Kino pavasaris) 2020 : Nomination au prix du meilleur film
- Prix du cinéma lituanien 2020 : Nominations aux prix Silver Crane du meilleur acteur, meilleure actrice dans un second rôle, meilleur acteur dans un second rôle, , meilleur réalisateur, meilleur conception sonore, meilleur scénario, meilleure cinématographie, meilleur son et meilleur montage
- Prix nationaux de l'Académie du cinéma lituanien 2021 : Nominations aux prix du public, du meilleur acteur, du mixage sonore et du meilleur montage de film